# Miguel Escalona (Fußballspieler, 1990)
Miguel Andrés Escalona Armijo (* 23. März 1990 in Santiago) ist ein chilenischer Fußballspieler, der als rechter Außenverteidiger eingesetzt wird.

## Karriere
Miguel Escalona begann seine Profikarriere 2008 beim CD Palestino, bei dem er bereits in der Jugend gespielt hatte. 2014 wechselte er zum CD Cobresal, mit dem er in der Clausura 2014/15 die erste Meisterschaft der Vereinsgeschichte gewann. Von 2018 bis 2021 spielte er für Deportes Melipilla, der in der Saison 2021 zwangsabsteigen musste. Escalona verließ den Verein und schloss sich dem CD Cobreloa an. Seit 2025 läuft der Defensivakteur nach einer weiteren Station bei Provincial Ovalle wieder für Melipilla in der Segunda División auf.

## Erfolge
Cobresal
- Primera División: 2014/15-C